# Индустријска зона Кампо (Белуно)
Индустријска зона Кампо је насеље у Италији у округу Белуно, региону Венето.
Према процени из 2011. у насељу је живело 18 становника. Насеље се налази на надморској висини од 280 м.